# La Florida (Coahuila)
La Florida es una localidad del estado mexicano de Coahuila. Es parte del municipio de Francisco I. Madero.

## Demografía
| Gráfica de evolución demográfica |
|                                  |

| Censo | Población |
| ----- | --------- |
| 1921  | 616       |
| 1930  | 915       |
| 1940  | 1 087     |
| 1950  | 1 621     |
| 1960  | 1 573     |
| 1970  | 1 753     |
| 1980  | 2 165     |
| 1990  | 3 386     |
| 2000  | 1 695     |
| 2010  | 1 110     |
| 2020  | 1 445     |